# Уралмаш (парк)
Ле́тний парк «Уралма́ш» расположен в Орджоникидзевском районе Екатеринбурга, в треугольнике, ограниченном улицами Машиностроителей (с юга), Кировградской (с востока) и Красных Борцов (с запада). Парк существует с 1935 года, занимает площадь в 5,8 га.

## История
Первоначальный проект застройки соцгородка Уралмаш предусматривал строительство масштабного парка культуры и отдыха на берегу озера Шувакиш. В нём планировалось организовать выставочные павильоны по аналогии с ВДНХ, кинотеатры и открытые эстрады и аттракционы. Помимо этого в парк должны были войти водная и гребная станции, летние и зимние спортивные площадки, пляж, а также сектор для отдыха детей. Грандиозный проект не был осуществлён, градостроители стали искать место для парка на территории района.
Территория, ограниченная треугольником улиц Машиностроителей, Кировградской и Красных Борцов, в Свердловске изначально отводилась под размещение цехов Уралмашзавода. В 1935 году администрация города и завода решили разбить здесь парк, получивший название «Летний сад Уралмашзавода». Предполагалось, что новый парк должен стать местом отдыха для жителей соцгородка и избавить их от необходимости ездить в рекреационные зоны центральной части города. Территорию расчистили от сухостоя и хлама, построили аллеи и летнюю эстраду в виде амфитеатра. В народе парк прозвали «огородом».
В 1964—1969 годах в парке появились качели, карусели, колесо обозрения и фонтан. В 1970 году запустили аттракцион «Ракетоплан», в 1982 году — аттракцион «Солнышко». 3 июня 1987 года сад был переименован в «Парк культуры и отдыха УЗТМ», с этого периода руководством ежегодно на период с мая по октябрь разрабатывались планы культурно-массовых мероприятий. Для игроков в домино, шахматы и шашки были организованы крытые павильоны. По выходным на летней эстраде с номерами выступали местные исполнители, с 1988 года давал концерты оркестр «Уральские зори».
В 1990 году в парке открылся зал игровых автоматов. В 1996 году в здании бывшего тира был организован детский музыкальный театр «Малютка», рассчитанный на 100 мест. 7 июня того же года в театре состоялся премьерный показ сказки «Теремок».
В конце 1990-х годов парк запустел. В 2009 году парк получил новый забор, на территории вновь появились аттракционы, а также верёвочный парк.
В 2022 году администрацией Екатеринбурга было организовано голосование для выбора парка под благоустройство за счёт федерального бюджета. По итогам опроса, в котором приняли участие более 240 тыс. жителей города, Летний парк «Уралмаш» занял второе место, уступив Преображенскому парку в Академическом районе.

## Характеристика
Парковые насаждения представлены липами, клёнами, акацией жёлтой и берёзами. По состоянию на 2000 год, площадь парка составляла 5,8 га.

## Галерея

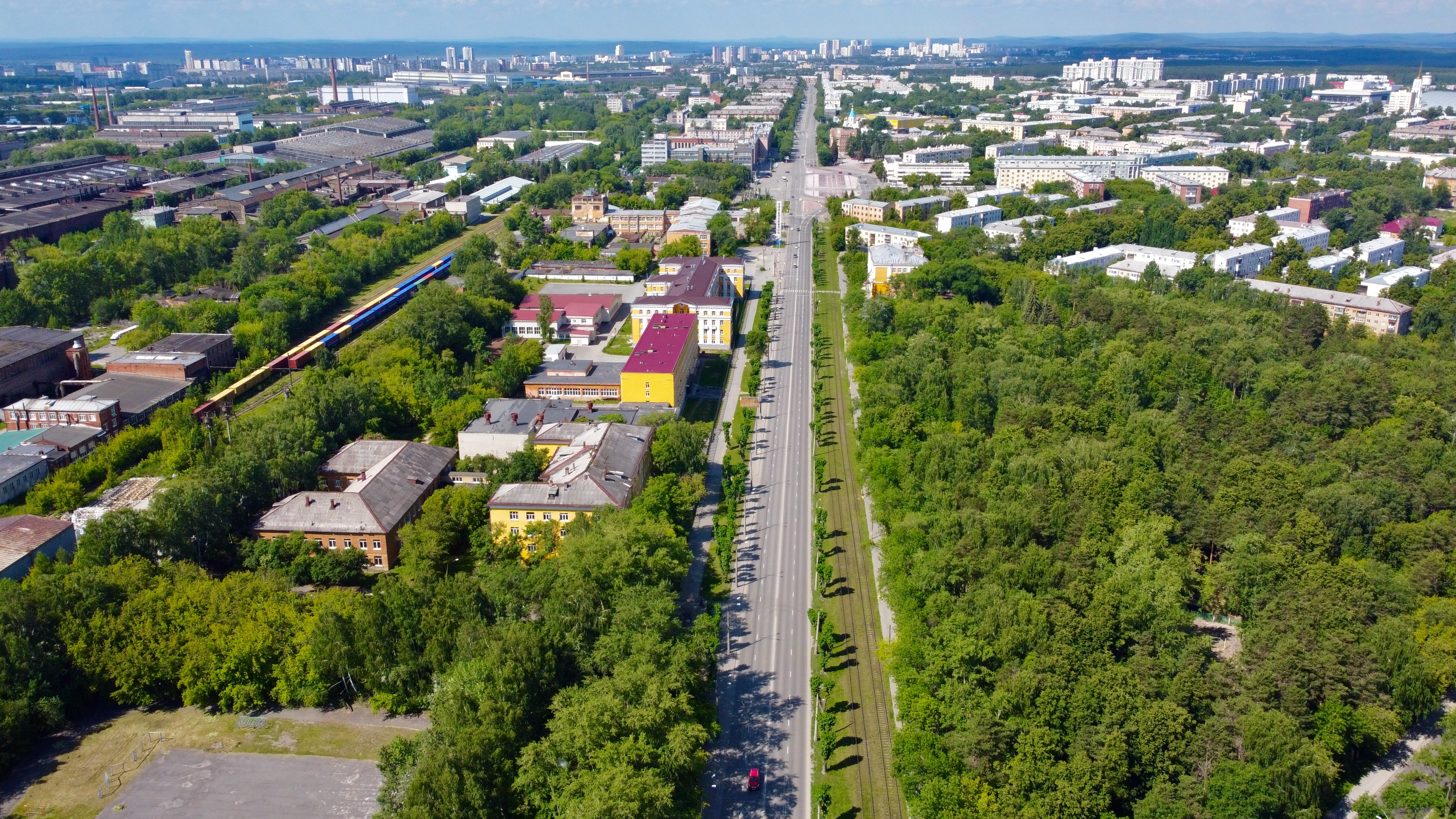
Вид с высоты на улицу Машиностроителей, парк справа
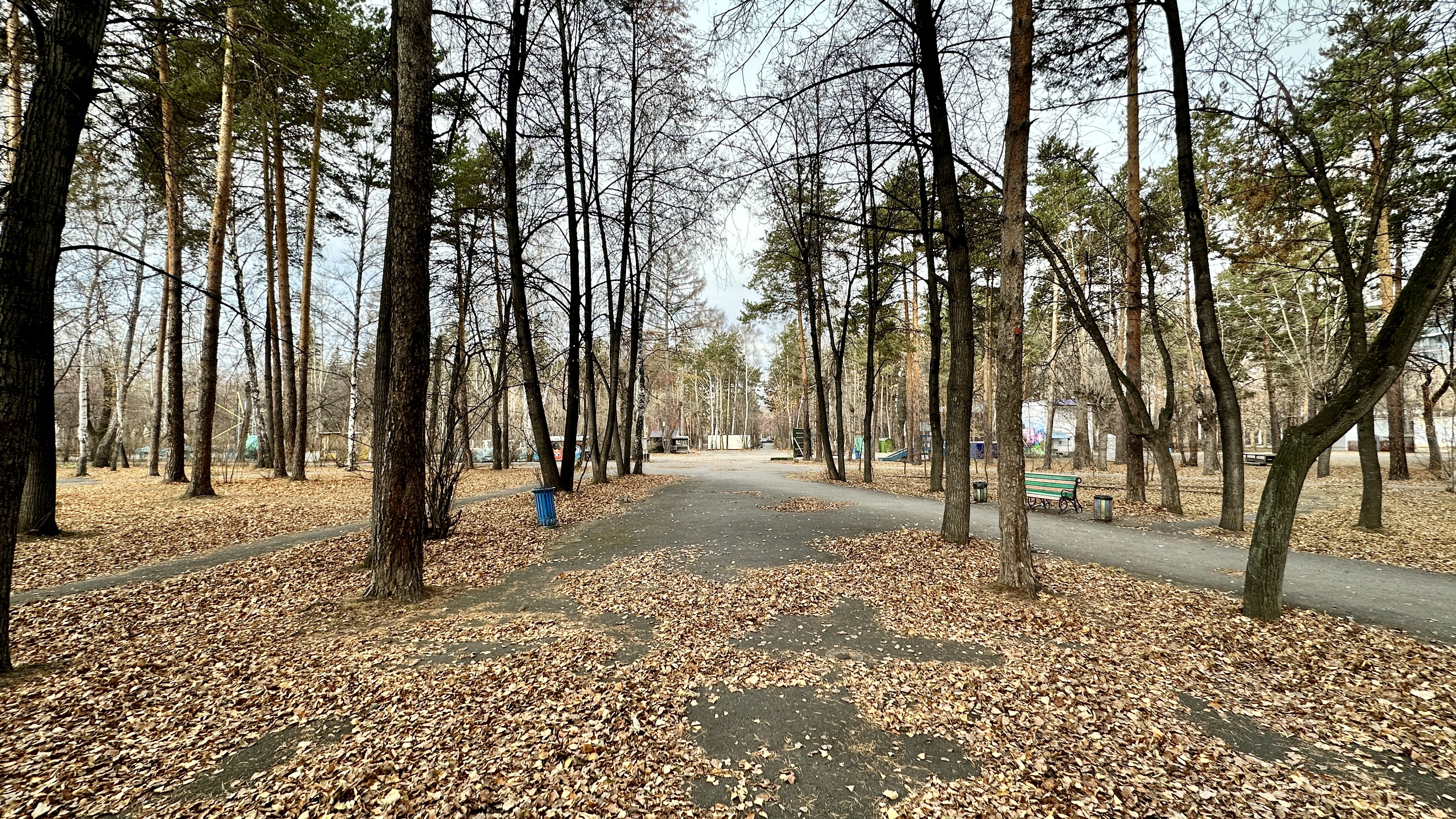
Парк осенью
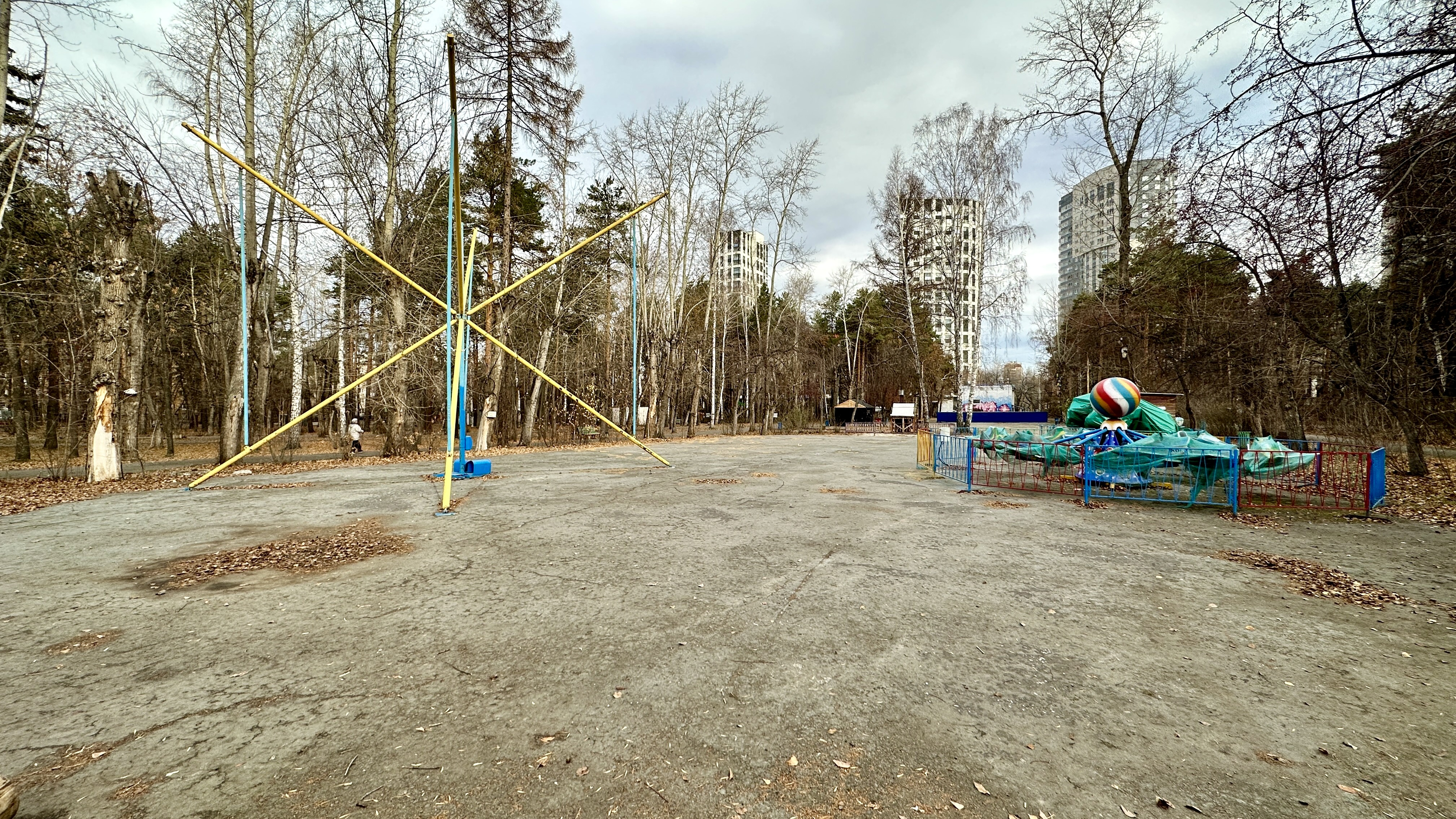
Площадка аттракционов
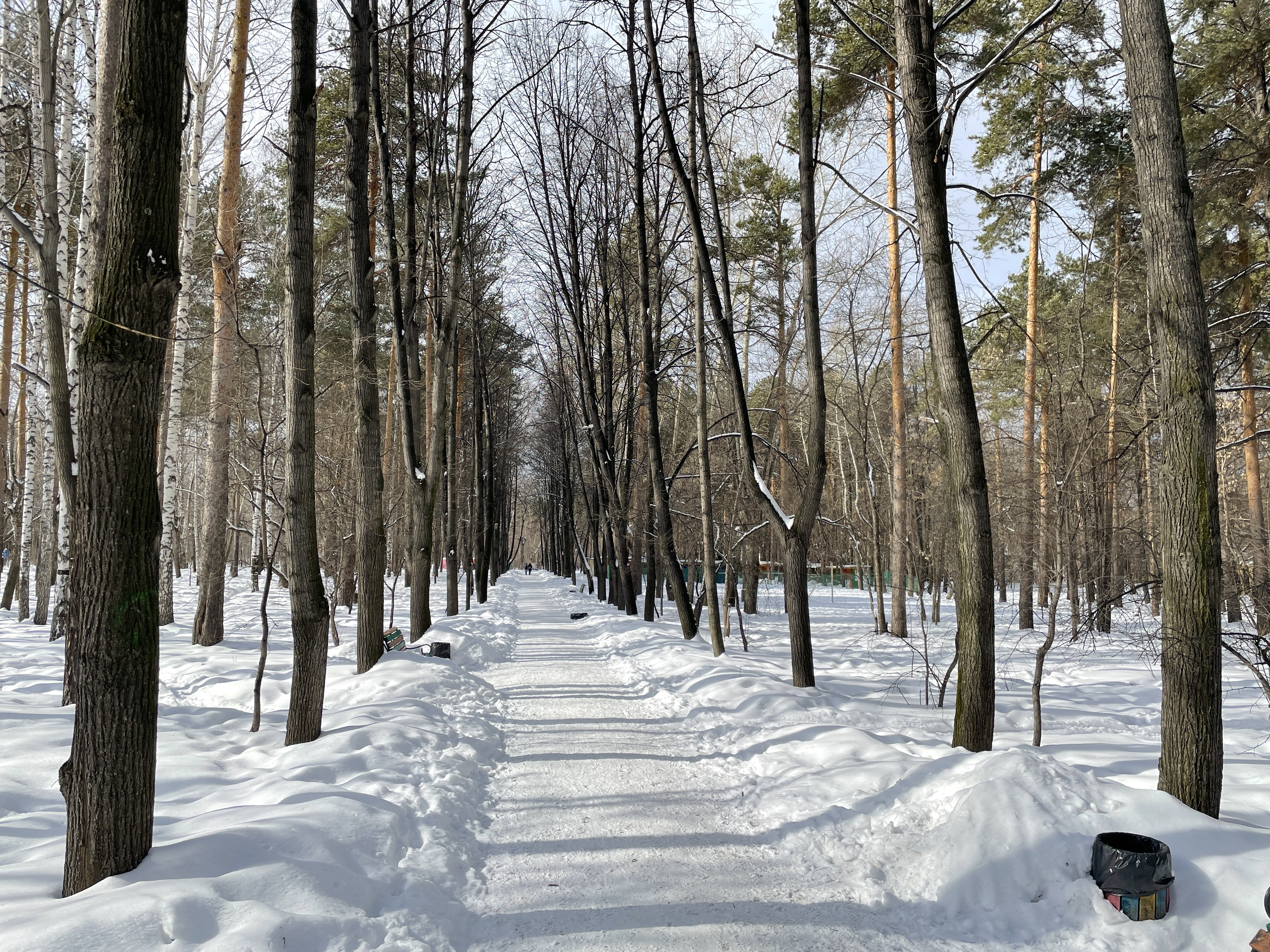
Парк зимой
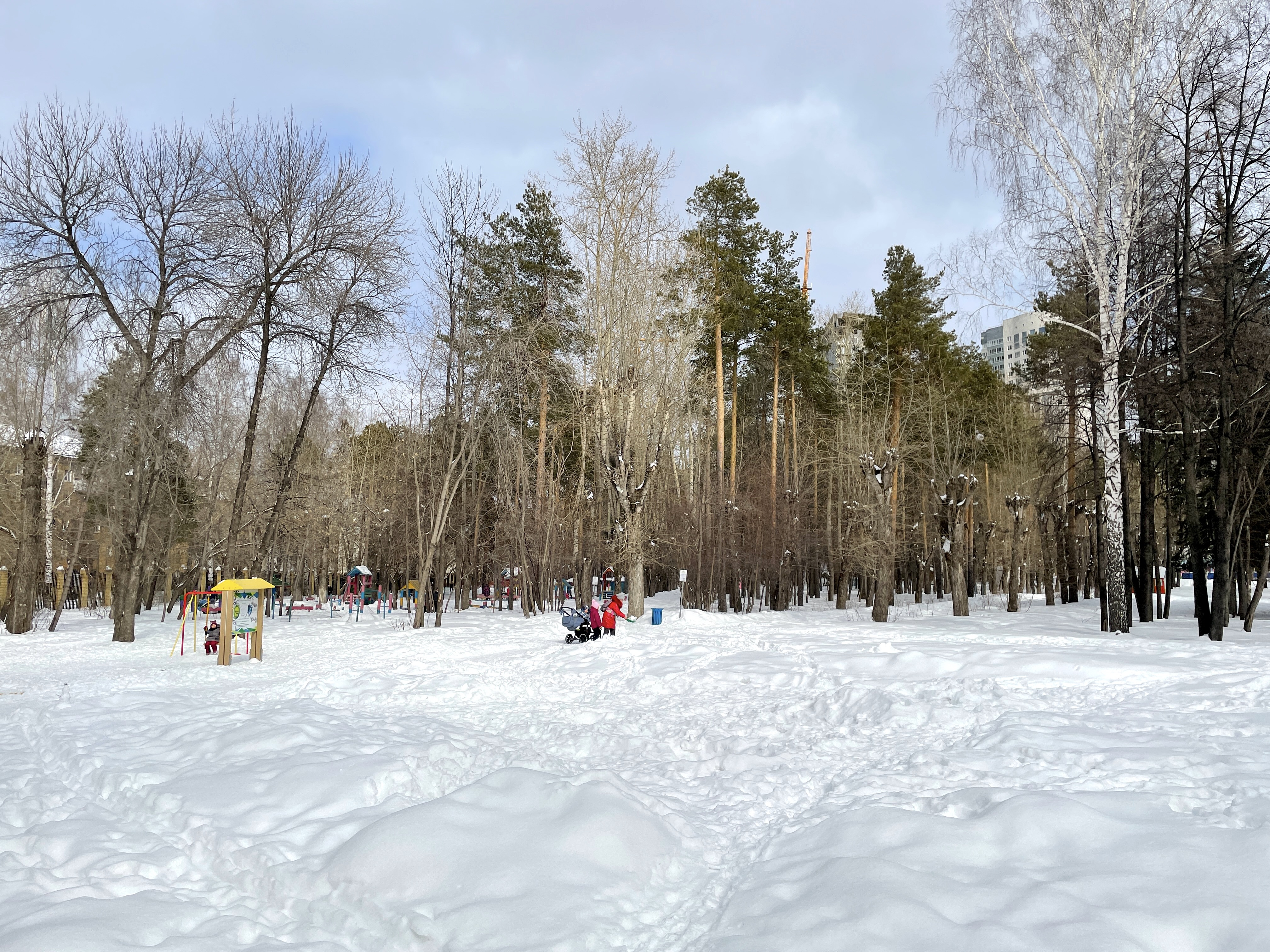
Парк зимой